# Flâneur

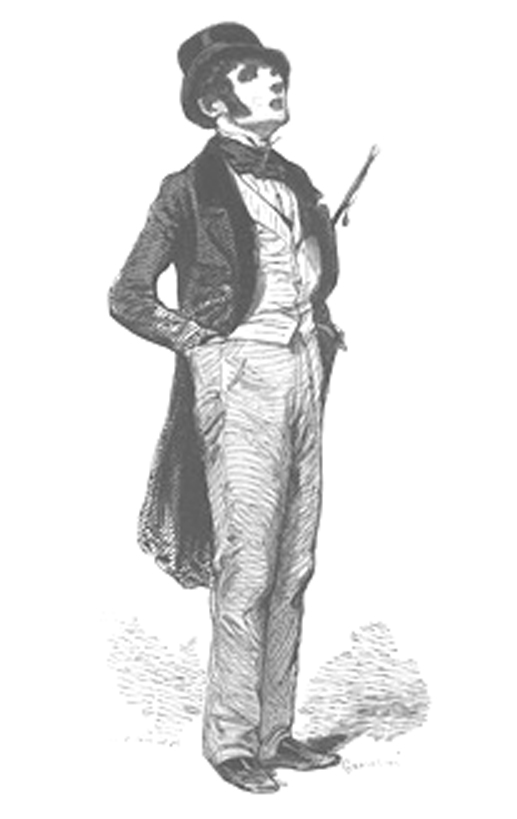
Paulo Gavarni, Le Flâneur, 1842

Flâneur (pronunciada(o) [flɑnœʁ]), do substantivo francês flâneur, significa "errante", "vadio", "caminhante" ou "observador". Flânerie é o ato de passear. Flâneur é um quase-sinônimo de  'boulevardier'.
O flâneur era, antes de tudo, um tipo literário do século XIX, na França, essencial para qualquer imagem das ruas de Paris. A palavra carregava um conjunto rico de significados correlatos: o homem do lazer, o malandro, o explorador urbano, o conhecedor da rua. Foi Walter Benjamin, baseando-se na poesia de Charles Baudelaire, que fez dessa figura um objeto de interesse acadêmico no século XX, como um emblemático arquétipo da experiência moderna. Seguindo Benjamin, o flâneur tornou-se um símbolo importante para estudiosos, artistas e escritores.

## Etimologia

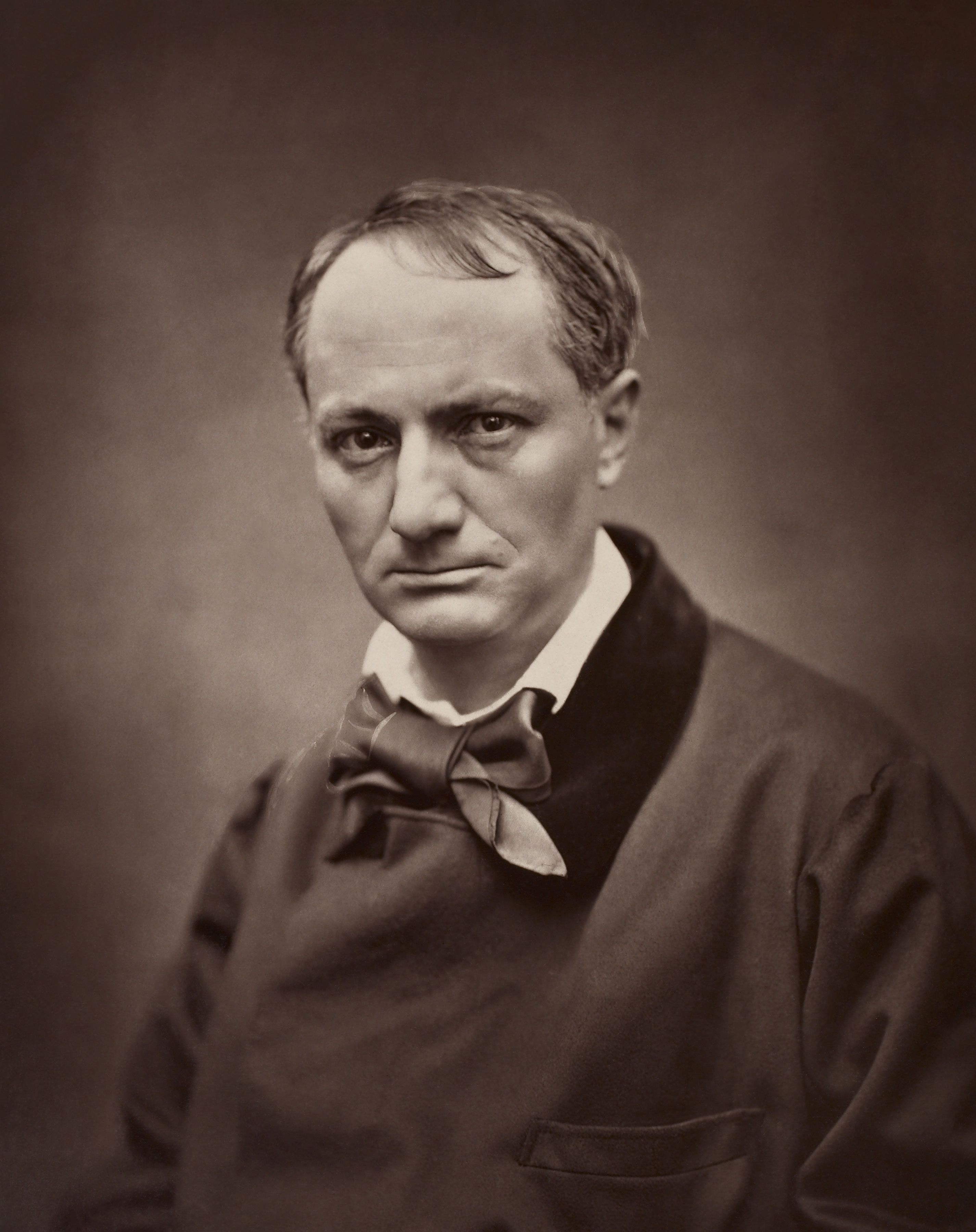
Charles Baudelaire

Os termos associados à flânerie datam do séculos XVI ou XVII, denotando passear ou vagabundear, em marcha lenta, muitas vezes, com a conotação de gastar tempo. Mas foi no século XIX que um rico conjunto de significados e definições que cercam a noção do flâneur foi criado.
O flâneur foi definido em um longo artigo no Grand dictionnaire universel du XIXe siècle (no 8º volume, 1872). Lá, o flâneur foi descrito em termos ambivalentes, tanto como curiosidade quanto preguiça, e apresentou-se uma taxonomia de flânerie: flâneurs das avenidas, dos parques, das arcadas, de cafés, além dos flâneurs estúpidos e inteligentes.
Depois disso, o termo assumiu um rico conjunto de significados. Sainte-Beuve escreveu que flâner "é o oposto de não fazer nada". Honoré de Balzac descreveu a flânerie como "a gastronomia do olho". Anaïs Bazin, escreveu que "o único, o verdadeiro soberano de Paris é o flâneur". Victor Fournel, no Ce qu'on voit dans les rues de Paris (O que se vê nas ruas de Paris, 1867), dedicou um capítulo à "arte da flânerie". Para Fournel, não havia nada de preguiça flânerie. Era, sim, uma maneira de compreender a rica variedade da paisagem da cidade.
Na década de 1860, no meio da reconstrução de Paris, sob Napoleão III e o Barão Haussmann, Charles Baudelaire apresentou um memorável retrato do flâneur como o artista-poeta da metrópole moderna:
A multidão é seu universo, como o ar é o dos pássaros, como a água, o dos peixes. Sua paixão e profissão é desposar a multidão. Para o perfeito flâneur, para o observador apaixonado, é um imenso júbilo fixar residência no numeroso, no ondulante, no movimento, no fugidio e no infinito. Estar fora de casa, e contudo sentir-se em casa onde quer que se encontre; ver o mundo, estar no centro do mundo e permanecer oculto ao mundo, eis alguns dos pequenos prazeres desses espíritos independentes, apaixonados, imparciais que a linguagem não pode definir senão toscamente.— Charles Baudelaire "O pintor do mundo moderno", originalmente publicado em Le Figaro, in 1863. Trecho copiado de Dayane da Silva Nascimento, "Olhares sobre o moderno: a metrópole nas visões de Charles Baudelaire e João do Rio".
Baseando-se em Fournel e em sua análise da poesia de Baudelaire, Walter Benjamin descreveu o flâneur como a figura essencial do espectador urbano moderno, um detetive amador e investigador da cidade. Mais do que isso, seu flâneur era um sinal da alienação da cidade e do capitalismo. Para Benjamin, o flâneur , conheceu o seu fim com o triunfo do capitalismo de consumo.